# Fidji aux Jeux olympiques d'hiver de 1994
Les Fidji participent aux Jeux olympiques d'hiver de 1994, qui ont lieu à Lillehammer en Norvège. Ce pays, représenté par un athlète en ski de fond, prend part aux Jeux d'hiver pour la deuxième fois de son histoire. Il ne remporte pas de médaille.

## Résultats

### Ski de fond
| Épreuve      | Athlète          | Course        | Course |
| Épreuve      | Athlète          | Temps         | Rang   |
| ------------ | ---------------- | ------------- | ------ |
| 10 km hommes | Rusiate Rogoyawa | 38 min 30 s 7 | 88     |